# Live at Wembley (álbum de Beyoncé)
Live at Wembley é o primeiro álbum ao vivo da cantora estadunidense Beyoncé. Foi lançado em 26 de abril de 2004, pela Sony Urban Music e Columbia Records. O DVD apresenta seu show na Wembley Arena, em Londres, como parte de sua Dangerously in Love Tour em apoio ao seu primeiro álbum de estúdio solo Dangerously in Love (2003). A maioria das músicas do Live at Wembley é originária de Dangerously in Love, embora Beyoncé também tenha tocado uma mistura de músicas do seu então grupo Destiny's Child. O Live at Wembley foi aclamado pela crítica, com AllMusic atribuindo a ele uma nota de três estrelas e meia de cinco. O cover de "Wishing on a Star", de Rose Royce, incluída no álbum, foi indicada na categoria de Best Female R&B Vocal Performance no Grammy Awards de 2006.
O álbum estreou no número 17 na Billboard 200 dos EUA , vendendo 45.000 cópias em sua primeira semana. Ele também figurou na Billboard Top R&B/Hip-Hop Albums no número oito. O Live at Wembley conseguiu liderar as paradas de DVD nos Estados Unidos, Austrália e Espanha e chegou ao top 10 na Áustria, Bélgica, Itália Países Baixos, e Reino Unido. O DVD foi certificado com platina dupla pela Australian Recording Industry Association (ARIA) e pela Recording Industry Association of America (RIAA). O álbum também foi certificado em ouro pela Recording Industry Association of Japan (RIAJ).

## Antecedentes e lançamento

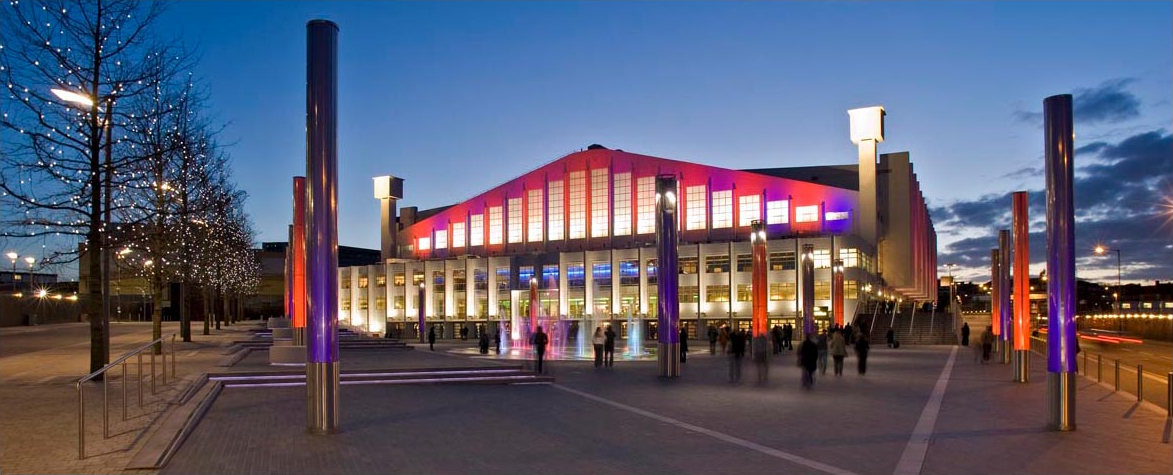
Live at Wembley foi filmado na Wembley Arena (foto) em Londres

Live at Wembley foi filmado no Wembley Arena de Londres, durante uma das apresentações da Dangerously in Love Tour, a primeira turnê internacional de Beyoncé, em 10 de novembro de 2003. A turnê apoiou seu primeiro álbum solo, Dangerously in Love ( 2003). A maioria das músicas que compõe o Live at Wembley é originária desse álbum, mas também contém uma mistura de músicas anteriormente já gravadas pelo seu então grupo Destiny's Child e dois singles que integraram trilhas sonoras: "Work It Out" e "Summertime". O segundo disco do Live at Wembley contém três músicas inéditas gravadas em estúdio, incluindo um cover de "Wishing on a Star", de Rose Royce, e um remix de cada um de "Crazy in Love", "Baby Boy" e "Naughty Girl". As cenas dos bastidores também podem ser vistas no DVD.
O áudio do show foi mixado por Rick Camp, o mesmo engenheiro que mixou nos locais dos shows. É incomum os engenheiros de mixagem se especializarem tanto na mixagem ao vivo quanto na gravada. Para Camp, "Mixar Beyoncé é um prazer, porque ela é uma cantora de verdade e facilita as coisas. Quase não há correções nesse projeto - é 95% de Beyoncé puramente ao vivo". Ele falou ainda sobre a colaboração com Beyoncé na revista Mix, dizendo: "Nos meus 22 anos de mixagem, nunca encontrei alguém que pudesse se apresentar como ela: vocalmente e sua capacidade de fazer um show. Vi essa jovem atravessar um palco de 20 metros, canta em cada nota e nunca perde nada. E isso facilita muito meu trabalho".

## Sinopse
No palco, Beyoncé foi apoiada por vários dançarinos masculinos e femininos, coreografando durante o show. DJ Diamond, que atuou como DJ durante as apresentações e uma banda de apoio, forneceu a música. A performance começa com imagens da multidão durante o show, torcendo antes do aparecimento de Beyoncé. As cortinas são levantadas para revelar o palco e Beyoncé aparece com roupas vermelhas penduradas de cabeça para baixo enquanto é levada para um sofá no palco com um cinto cantando "Baby Boy". Ela é apoiada por uma tela grande e vários dançarinos no palco que executam uma coreografia ao seu redor. Mais tarde, ela começa a dançar com eles enquanto a música toca e um colapso no final também é apresentado. Ela pede às meninas da multidão que cantem para "Naughty Girl" enquanto ela dança com dançarinas de fundo enquanto as palavras "Naughty Girl" são exibidas na tela atrás dela. No final da música, ela toca partes da música "Nasty Girl" (1982) do Vanity 6, como uma curta pausa para dançar. As luzes se apagam e, mais tarde, silhuetas de Beyoncé e seus dançarinos aparecem realizando uma coreografia na frente da tela, que é de cor branca enquanto uma faixa de fundo é tocada. Ela continua executando uma versão cover da música "Fever" de Little Willie John. vestindo peças de guarda-roupa brancas apoiadas por quatro dançarinos do sexo masculino. As palavras "Pure Players" começam a aparecer na tela quando a voz de um homem diz e "Hip Hop Star" é realizada a seguir com o Big Boi e Os vocais de Sleepy Brown tocaram em uma faixa de apoio, enquanto Beyoncé faz uma coreografia com vários dançarinos de fundo. "Yes" é realizado com Beyoncé e suas dançarinas dançando em cima do muro. "Work It Out" segue e Beyoncé diz aos fãs que ela vai "desacelerar" para a apresentação de "Gift from Virgo" enquanto ela paira no ar em uma cortina amarela usando um vestido amarelo. No meio da música, ela é levada ao palco onde continua a tocar.
Ela continua dizendo à multidão que cantaria uma música de Dangerously in Love, perguntando aos participantes quantos deles têm o álbum. Ela então apresenta "Be with You" como uma de suas músicas favoritas e começa a cantar. Para o início de "Speechless", ela se senta em uma cadeira cantando a música. Ela pede aos fãs da arena que aplaudam e anunciou "Bem, esta é minha primeira turnê solo como artista e estou muito feliz em compartilhar esta experiência maravilhosa com vocês hoje à noite em Londres". Ela então começa a tocar um pequeno medley do Destiny's Child, começando com "Bug a Boo". Beyoncé então conta a história sobre o primeiro single do grupo "No, No, No Part 2" e continua tocando a música. "Bootylicious", "Jumpin' Jumpin'", "Say My Name", "Independent Women Part I", "'03 Bonnie & Clyde" e "Survivor" são apresentados posteriormente como parte do medley. Ela apresenta a próxima música "Me, Myself and I" dizendo que ela escreveu para todas as mulheres, "pensei que era algo que todos nós precisamos ouvir. Quando entramos nesses relacionamentos, eles não dão certo. Às vezes culpar o homem, culpar outra garota, culpar a nós mesmas. Mas acho que devemos aproveitar todas as experiências e aprender uma lição, mesmo as experiências ruins, e quero que todas as mulheres saibam que nunca nos decepcionaremos nós mesmas." Ela apresenta a próxima música, "Summertime", como uma de suas músicas favoritas pedindo à multidão que dance mais, realizando uma dança de passo enquanto imagens de flores foram projetadas na tela. As luzes se apagam novamente e Beyoncé aparece usando um vestido cinza e brilhante para uma performance prolongada de "Dangerously in Love" cercada de fumaça. Depois que a palavra "Beyoncé" é escrita na tela várias vezes, ela aparece em uma escada vestindo uma camisa longa quando as linhas de abertura de "Crazy in Love" começam e o videoclipe da música é projetado na tela. Beyoncé continua cantando a música e realizando sua coreografia com suas dançarinas e confetes são jogados no palco durante o final da apresentação.

## Lançamento e promoção
O Live at Wembley estreou nos cinemas do Regal Entertainment Group nos Estados Unidos em 26 de abril de 2004. Os ingressos para as estreias do teatro foram adquiridos por membros do público. O álbum foi lançado pela Sony Music Entertainment e RCA Records na Europa no mesmo dia, e pela Columbia Records nos Estados Unidos no dia seguinte. Foi lançado nos formatos CD e DVD. Em 17 de agosto de 2010, o cover de Beyoncé de "Wishing on a Star" foi lançada como um single promocional por vários varejistas digitais online. Ele alcançou o número um no Bubbling Under R&B/Hip-Hop Singles e o número 28 na tabela Adult R&B Airplay. No Grammy Awards de 2006, realizado em 8 de fevereiro de 2006, no Staples Center em Los Angeles, Califórnia, o cover recebeu uma indicação para Best Female R&B Vocal Performance.

## Recepção crítica

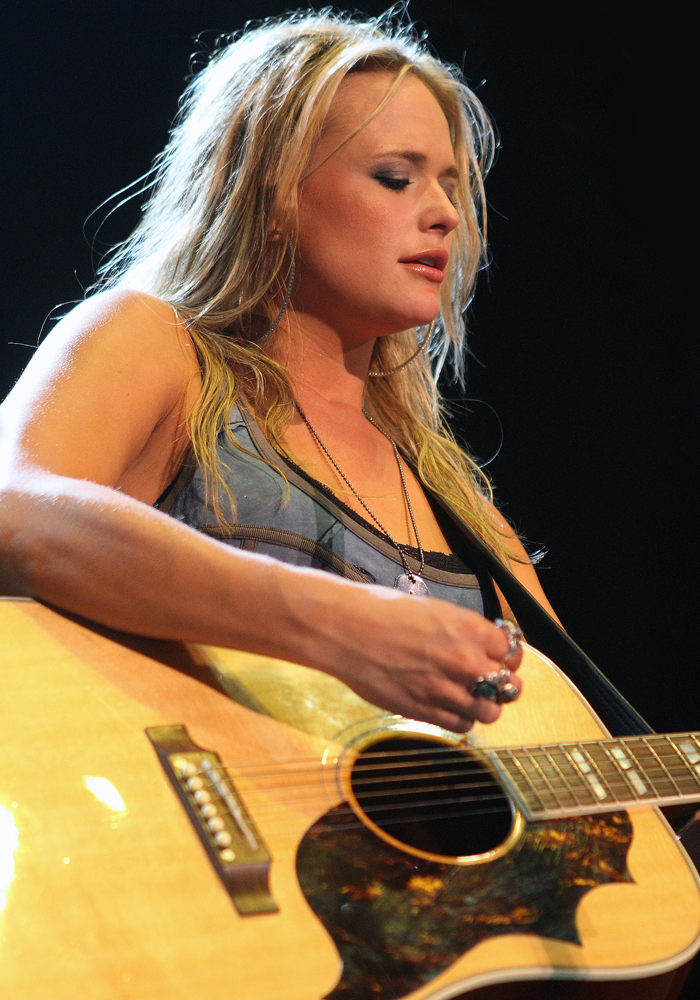
A artista country americana Miranda Lambert (foto) creditou o álbum por influenciar suas performances ao vivo.

O site AllMusic classificou o álbum com três estrelas e meia em cinco. Um escritor elogiou ainda mais o CD do álbum, escrevendo que "uma vibração divertida do final dos anos 1970 / início dos anos 80 permeia o registro". O escritor acrescentou que o álbum "abre com um cover sexy de ... 'Wishing on a Star' ... 'What's It Be Be' pinga harmonias meladas em uma batida funk, enquanto 'My First Time' cai em algum lugar entre Rufus e Shalamar, com seu sonhador R&B dos anos 80". Ele elogiou ainda mais a versão remotamente lenta de "Crazy in Love" e a reformulação techno de "Baby Boy". O DVD também foi incluído na lista da revista  Vibe "Entre em sintonia com a nova música" em junho de 2004. Em uma entrevista ao The New York Times em 2007, a cantora americana Miranda Lambert afirmou que admirava a performance de Beyoncé no Live at Wembley, dizendo: "O carisma e confiança — ela é a melhor diva." Ela revelou ainda que o álbum a inspirou a "tirar um pouco dessa [performance de Beyoncé] em seus shows ao vivo".

## Desempenho comercial
O Live at Wembley estreou no número 17 na Billboard 200 dos EUA, vendendo 45.000 cópias em sua primeira semana. O DVD foi certificado com platina dupla pela Recording Industry Association of America (RIAA) por vender 200.000 cópias a varejistas nos Estados Unidos. Segundo a Nielsen SoundScan, já havia vendido 264.000 cópias nos Estados Unidos em outubro de 2007, enquanto em 6 de outubro de 2010 já havia vendido 197.000 downloads digitais. Live at Wembley entrou na parada de álbuns da Schweizer Hitparade, em 16 de maio de 2004, no número 73, e passou para o número 89 na semana seguinte, antes de sair do gráfico. O álbum passou uma semana na parada de álbuns da AFP em Portugal no número 26. Também passou quatro semanas na parada de álbuns da Alemanha, chegando ao número 59.
O Live at Wembley alcançou o número um na parada Billboard Top Music Video em maio de 2004. O álbum estreou no topo do ARIA DVD Chart na Austrália na semana que terminou em 24 de maio de 2004, e permaneceu na parada por 32 semanas semanas, saindo em janeiro de 2005. Foi certificado em dupla platina pela Australian Recording Industry Association (ARIA) por vender 30.000 cópias. Live at Wembley passou 20 semanas no Oricon Albums Chart do Japão, alcançando o número oito. Em 22 de julho de 2004, o álbum foi certificado em ouro pela Recording Industry Association of Japan (RIAJ), que indica o envio de 100.000 unidades. Na Itália, o álbum apareceu no número cinco na tabela FIMI DVD Chart que terminou em 4 de abril de 2010, mas não voltou a entrar na tabela. O Live at Wembley se tornou o terceiro DVD de música mais vendido no mundo em 2004.

## Faixas
| Live at Wembley – Disco um (DVD) | |         |  |
| N.º                              | Título | Duração |  |
| 1.                               | "Baby Boy" | 4:58    |  |
| 2.                               | "Naughty Girl" | 4:12    |  |
| 3.                               | "Fever" | 5:57    |  |
| 4.                               | "Hip Hop Star" | 4:31    |  |
| 5.                               | "Yes" | 4:11    |  |
| 6.                               | "Work It Out" | 3:47    |  |
| 7.                               | "Gift from Virgo" | 3:15    |  |
| 8.                               | "Be with You" | 3:58    |  |
| 9.                               | "Speechless" | 5:00    |  |
| 10.                              | "DC Medley" (Consiste em "Bug a Boo", "No, No, No Part 2", "Bootylicious", "Jumpin' Jumpin'", "Say My Name", "Independent Women Part I", "'03 Bonnie & Clyde" e "Survivor") | 10:43   |  |
| 11.                              | "Me, Myself and I" | 5:14    |  |
| 12.                              | "Summertime" | 5:30    |  |
| 13.                              | "Dangerously in Love 2" | 8:34    |  |
| 14.                              | "Crazy in Love" | 8:03    |  |
| 15.                              | "Credits" | 1:45    |  |
| Duração total:                   | Duração total: | 76:58   |  |

| Live at Wembley – Entrada VIP (vídeos bônus) |                                                 |         |  |
| N.º                                          | Título                                          | Duração |  |
| 1.                                           | "Backstage"                                     | 8:38    |  |
| 2.                                           | "Staging/Choreography"                          | 5:51    |  |
| 3.                                           | "Beyoncé's Dressing Room"                       | 5:48    |  |
| 4.                                           | "Show Favorites"                                | 3:06    |  |
| 5.                                           | "Beyoncé – Solo Artist"                         | 3:25    |  |
| 6.                                           | "A Day in London"                               | 4:58    |  |
| 7.                                           | "Meet the Fans"                                 | 2:58    |  |
| 8.                                           | "A Conversation with Beyoncé"                   | 16:26   |  |
| 9.                                           | "Crazy in Love" (Ao vio no Brit Awards de 2004) | 3:42    |  |
| 10.                                          | "L'Oréal Commercial"                            | 0:31    |  |
| 11.                                          | "Destiny's Child Update"                        | 0:17    |  |
| Duração total:                               | Duração total:                                  | 53:00   |  |

| Live at Wembley – Disco dois (CD) |                                                   |         |  |
| N.º                               | Título                                            | Duração |  |
| 1.                                | "Wishing on a Star"                               | 4:09    |  |
| 2.                                | "What's It Gonna Be"                              | 3:37    |  |
| 3.                                | "My First Time"                                   | 4:25    |  |
| 4.                                | "Krazy in Luv" (Maurice's Nu Soul Remix)          | 6:28    |  |
| 5.                                | "Baby Boy" (Junior Vasquez World Mixshow)         | 6:39    |  |
| 6.                                | "Naughty Girl" (Victor Calderone Quayle Club Mix) | 9:38    |  |
| Duração total:                    | Duração total:                                    | 34:16   |  |

| Live at Wembley – Edição japonesa (faixas bônus) |                                                        |         |  |
| N.º                                              | Título                                                 | Duração |  |
| 7.                                               | "Naughty Girl" (com participação de Lil' Kim)          | 3:51    |  |
| 8.                                               | "Naïve" (HR Crump Remix com Solange Knowles e Da Brat) | 3:40    |  |
| Duração total:                                   | Duração total:                                         | 41:07   |  |

## Equipe
Créditos adaptados de notas de rodapé e AllMusic.
- Sharon Ali – produtor , produtor de vídeo
- Zakari Asher – dançarino
- Bill Ashworth – operador de câmara
- Carmit Bachar – dançarino
- Peter Barnes – projeto de iluminação
- Alan Beechey – técnico de iluminação
- Ahmet Bekir – operador de câmera
- Angela Beyincé – assistente pessoal
- Beyoncé – criação
- John Blow – edição
- Daniel Boland – diretor de iluminação
- Lanar Brantley – baixo , diretor musical
- Charlie Bryan – operador de câmera
- Lenora Dee Bryant – guarda-roupa
- William Burke – Ferramentas Pro
- Anthony Burrell – diretor de dança , dançarino
- Kim Burse – criação, diretor criativo
- Anwar Burton – dançarina
- Alice Butts – design de embalagem
- Thom Cadley – mixagem , som surround
- Rick Camp – engenheiro
- Shawn Carrington - guitarra
- Matt Cashman – operador de câmara
- Justin Collie – diretor de iluminação
- Mike Colucci – construção do cenário
- Annie Crofts – produtora de forros
- Mark Cruickshank – operador de câmera
- Mark Davies – operador de câmara
- Ceire Deery – coordenação de produção
- Milan Dillard – dançarino
- DJ Diamond – DJ
- Richard Ellis – operador de câmera
- Renece Fincher – dançarina
- Alan Floyd - gerente de turnê
- Aisha Francis – diretora de dança, dançarina
- Michael Garabedian - construção do cenário
- Frank Gatson – coreógrafo, criação, encenação
- Danielle Green – coordenação de produção
- Brandon Henchel – dançarino
- Gerald Heyward – bateria
- Tim Highmoor – operador de câmera
- Chris Hollier – operador de câmara
- Adrian Homeshaw – operador de câmera
- Tyrone "Ty" Hunter – assistente cabeleireira , conselheira estilística
- Chris Issacson - técnico
- Ed Jarman - engenheiro de vídeo
- Paul Jarvis – operador de câmera
- Scott Jenkins – operador de câmera
- Harold Jones – coordenação de produção
- Pete Jones – gravação de som
- Chris Keating – diretor de vídeo
- Julia Knowles – diretora, produtora
- Mathew Knowles – produtor executivo[36]
- Tina Knowles – estilista
- Casper Leaver – operador de câmera
- Melanie Lewis – dançarina
- Jim Littlehayles – operador de câmara
- Sophie Lote – coordenação de produção
- Carl Lott – técnico de bateria, técnico de guitarra
- Darragh McAuliffe – técnico de iluminação
- James "McGoo" McGregor – DJ, técnico de bateria
- Neil McLintock – operador de câmera
- Nahum – diretor, edição
- Kenneth Nash – engenheiro monitor
- Naomi Neufeld – diretora técnica
- Vincent Perreux – técnico de som
- Arthur Ross – operador de câmera
- Mark Scott – engenheiro, gravação de som
- Rod Spicer – fotografia
- Tim Summerhayes – supervisor de áudio
- Horace Ward – engenheiro
- Daniel Weatherspoon – teclados
- Mark Wilder – masterização
- Joe "Flip" Wilson – teclados

## Desempenho nas tabelas musicais
| Tabela musical (2004–10)                          | Melhor posição |
| ------------------------------------------------- | -------------- |
| Alemanha (Offizielle Top 100)                     | 59             |
| Argentina (CAPIF)                                 | 8              |
| Austrália (ARIA Music DVD)                        | 1              |
| Áustria (Ö3 Austria)                              | 2              |
| Bélgica (Ultratop Flanders)                       | 3              |
| Bélgica (Ultratop Wallonia)                       | 2              |
| Espanha (PROMUSICAE)                              | 1              |
| Estados Unidos (Billboard 200)                    | 17             |
| Estados Unidos (Billboard Top R&B/Hip-Hop Albums) | 8              |
| Estados Unidos (Billboard Music Videos)           | 1              |
| Grécia (IFPI Greece)                              | 7              |
| Itália (Italian Music DVD)                        | 5              |
| Japão (Oricon)                                    | 8              |
| Países Baixos (MegaCharts)                        | 5              |
| Portugal (AFP)                                    | 26             |
| Reino Unido (OCC)                                 | 2              |
| Suíça (Schweizer Hitparade)                       | 73             |

| Tabela musical (2004)       | Melhor posição |
| --------------------------- | -------------- |
| Bélgica (Ultratop Flanders) | 32             |
| Bélgica (Ultratop Wallonia) | 40             |
| Espanha (PROMUSICAE)        | 9              |
| Mundo (IFPI)                | 3              |

## Vendas e certificações
| Região                                                                                             | Certificação | Vendas   |
| -------------------------------------------------------------------------------------------------- | ------------ | -------- |
| Austrália (ARIA)                                                                                   | 2× Platina   | 30,000^  |
| Espanha (PROMUSICAE)                                                                               | Ouro         | 10,000   |
| Estados Unidos (RIAA)                                                                              | 2× Platina   | 200,000^ |
| França (SNEP)                                                                                      | Platina      | 15,000*  |
| Japão (RIAJ) DVD+CD                                                                                | Ouro         | 100,000^ |
| Reino Unido (BPI)                                                                                  | Ouro         | 25,000^  |
| *números de vendas baseados somente na certificação ^distribuições baseadas apenas na certificação |              |          |

## Histórico de lançamento
| Região         | Data                    | Edição       | Formato                   | Gravadora      | Ref.                 |
| -------------- | ----------------------- | ------------ | ------------------------- | -------------- | -------------------- |
| França         | 26 de abril de 2004     | Padrão       | DVD + CD download digital | Sony BMG Music | [ 59 ]               |
| Alemanha       | 26 de abril de 2004     | Padrão       | DVD + CD download digital | Sony BMG Music | [ 7 ]                |
| Países Baixos  | 26 de abril de 2004     | Padrão       | DVD + CD download digital | Sony BMG Music | [ 60 ]               |
| Reino Unido    | 26 de abril de 2004     | Padrão       | DVD + CD download digital | RCA            | [ 8 ]                |
| Canadá         | 27 de abril de 2004     | Padrão       | DVD + CD download digital | Sony BMG Music | [ 61 ]               |
| Estados Unidos | 27 de abril de 2004     | Padrão       | DVD + CD download digital | Columbia       | [ 62 ]               |
| Austrália      | 14 de maio de 2004      | Padrão       | DVD + CD download digital | Sony BMG Music | [ 63 ] [ 64 ]        |
| Japão          | 22 de fevereiro de 2005 | Padrão       | DVD + CD download digital | Sony BMG Music | [ 34 ] [ 65 ] [ 66 ] |
| Bélgica        | 25 de maio de 2004      | Relançamento | DVD + CD download digital | Sony BMG Music | [ 67 ]               |
| Países Baixos  | 25 de maio de 2004      | Relançamento | DVD + CD download digital | Sony BMG Music | [ 68 ] [ 69 ]        |
| Reino Unido    | 25 de maio de 2004      | Relançamento | DVD + CD download digital | RCA            | [ 70 ]               |
| Estados Unidos | 1 de abril de 2008      | Relançamento | DVD + CD download digital | Columbia       | [ 71 ]               |
| Bélgica        | 13 de novembro de 2008  | Relançamento | DVD + CD download digital | Sony Music     | [ 72 ]               |
| Países Baixos  | 13 de novembro de 2008  | Relançamento | DVD + CD download digital | Sony Music     | [ 73 ] [ 74 ]        |
| França         | 15 de dezembro de 2008  | Relançamento | DVD + CD download digital | Sony Music     | [ 75 ]               |
| Polônia        | 2 de agosto de 2010     | Relançamento | DVD + CD download digital | Sony Music     | [ 76 ]               |